# Glenside (Saskatchewan)
Glenside je vesnice v Saskatchewanu, v Kanadě. Nachází se jižně od velkoměsta Saskatoon, na silnici Highway 219 přibližně 10 km východně od městečka Outlook. Poblíž vede trať Canadian Pacific Railway.

## Demografie
V roce 2006 mělo Glenside 86 obyvatel žijících v 29 příbytcích, což značí 36.5% nárůst od roku 2001.